# Ornithogalum cuspidatum
Ornithogalum cuspidatum là một loài thực vật có hoa trong họ Măng tây. Loài này được Bertol. mô tả khoa học đầu tiên năm 1839.